# Arnolf Korczewski Hlebowicz
Arnolf Korczewski Hlebowicz herbu Leliwa – chorąży drohicki i mielnicki w latach 1572–1592.
Poseł województwa podlaskiego na sejm koronacyjny 1576 roku, na sejm 1576/1577 roku, sejm 1582 roku, sejm 1585 roku, sejm pacyfikacyjny 1589 roku.
W 1589 roku był sygnatariuszem ratyfikacji traktatu bytomsko-będzińskiego na sejmie pacyfikacyjnym.